# Kafr Szusz
Kafr Szusz (arab. ‏كفرشوش‎) – wieś w Syrii, w muhafazie Aleppo. W 2004 roku liczyła 95 mieszkańców.